# Nuvem do caos
Nuvem do Caos (em inglês: Chaos cloud) foi um hoax falso (embuste, ou notícia falsa) sobre uma apelidada "nuvem do caos" que dissolveria tudo o que encontra em seu caminho à direção da Terra, incluindo cometas, asteroides, planetas e estrelas inteiras.
A notícia surgiu num artigo do tabloide estadunidense Weekly World News em setembro de 2005 com a manchete "O mundo tem o direito de saber!" e foi reproduzido online pela Yahoo! Entertainment News. O hoax acabou tendo por motivos inescrutáveis uma divulgação acima do razoável e diversos sites e blogs reproduziram a notícia, que informava que a Terra seria "engolida" por uma enorme nuvem de poeira de 10 milhões de milhas (16 milhões de quilômetros) de largura, vinda de um buraco negro que estaria atualmente situado a 28 milhões de anos-luz da Terra. A notícia original na verdade foi apenas uma "brincadeira" do tabloide, sendo que os nomes e as informações apresentadas não existem, mas que acabou tendo grandes repercussões quando foi publicado e espalhado pela internet com afirmações de que seria verdadeiro.